# Landévennec
Landévennec (bret. Landevenneg) – miejscowość i gmina we Francji, w regionie Bretania, w departamencie Finistère.
Według danych na rok 1990 gminę zamieszkiwały 374 osoby, a gęstość zaludnienia wynosiła 27 osób/km² (wśród 1269 gmin Bretanii Landévennec plasuje się na 904. miejscu pod względem liczby ludności, natomiast pod względem powierzchni na miejscu 707.).